# ادلژائوسن
ادلژائوسن (به آلمانی: Adelzhausen) یک شهر در آلمان است که در بایرن واقع شده‌است.

## خصوصیات
ادلژائوسن ۱۶٫۹۷ کیلومترمربع مساحت دارد ۴۹۲ متر بالاتر از سطح دریا واقع شده‌است.